# 九江西站
九江西站（原名毛家桥站、沙河街北站）位于江西省九江市柴桑区沙河街镇，是京九铁路、武九铁路、沙浔铁路的一等区段站，距北京西站1325公里，距常平站990公里，本站及相邻上下行区间均为电气化区段。车站建于1996年。